# Andrea Bacchetti (rugbista)
Andrea Bacchetti (Rovigo, 4 luglio 1988) è un poliziotto ed ex rugbista a 15 italiano, tre quarti ala del Rovigo e due volte internazionale per l'Italia nel 2009.

## Biografia
Nativo di Rovigo, si avvicinò alla disciplina del rugby all'età di 6 anni, crescendo rugbisticamente nel club cittadino.
Nel 2006, dopo alcuni test fisici col club di Tolosa, trascorse una pre-stagione in Francia nella seconda squadra del Biarritz; ad ottobre dello stesso anno fece ritorno al Rovigo, nel campionato italiano Super 10, conquistando quattro volte la maglia da titolare.
Già rugbista d'interesse nazionale, selezionato da Gianluca Guidi in nazionale Under-21, nel corso dei test match autunnali del 2008 il C.T. della nazionale maggiore, Nick Mallett, lo inserì nei convocati, unico giocatore della rosa senza presenze internazionali insieme a Toniolatti. L'esordio in nazionale, tuttavia, avvenne nel corso del Sei Nazioni 2009, dove disputò gli incontri con Irlanda e Scozia. Successivamente, dal 2009 al 2012 venne più volte selezionato nell'Italia A che disputava la Nations Cup.
Dopo 7 stagioni a Rovigo, 108 presenze e 31 mete marcate in campionato, nonché due incontri da permit player con le Zebre nel Pro12 2012-13, nel 2012 si trasferì a Roma ingaggiato dalle Fiamme Oro; rimase 6 stagioni con i cremisi, aggiudicandosi il Trofeo Eccellenza 2013-14 e segnando 34 mete in 95 presenze in Eccellenza.
Terminata l'esperienza coi poliziotti, nel 2019 fece ritorno nel suo club d'origine a Rovigo, con cui vinse la Coppa Italia 2019-20 e il campionato italiano nel 2020-21.
Il 6 ottobre 2023, tramite i propri social, il Rovigo ne annuncia l’ultima partita, prevista per l’8 ottobre.

## Palmarès
- Campionati italiani: 2
Rovigo: 2020-21, 2022-23
- Coppe Italia: 1
Rovigo: 2019-20
- Trofei Eccellenza : 1
Fiamme Oro: 2013-14